# Confronti
Confronti è una rivista italiana di dialogo  interreligioso, politica, società, ecumenismo e dialogo interculturale. Esce dal 1989, sostituendo e proseguendo la linea editoriale della precedente pubblicazione Com-Nuovi Tempi, fondata nel 1973 quando furono fuse insieme la rivista evangelica "Nuovi Tempi", diretta dal pastore valdese Giorgio Girardet e "Com", rivista delle comunità cristiane di base diretta da dom Franzoni.

## Temi di riferimento
La rivista ha carattere mensile e durante l'anno vengono pubblicati undici numeri. Ogni settembre esce un numero speciale della rivista interamente dedicato a un argomento, sviluppato in tutte le sue sfaccettature dai numerosi partecipanti al numero che annoverano filosofi, giornalisti, docenti universitari. Collaborano attivamente alla rivista molte persone, quasi tutte regolarmente, e, in via eccezionale, anche personaggi dello spettacolo e che ricoprono cariche istituzionali.
Il principale argomento affrontato dalla pubblicazione è di carattere religioso, e viene sviluppato avvalendosi delle competenze di una nutrita schiera di esperti appartenenti alle più svariate religioni: ebraica, musulmana, induista, buddhista e cristiana di diverse confessioni (cattolici, protestanti e ortodossi), oltre a esponenti laici interessati al mondo delle fedi; una sincera speranza riposta nella convivenza pacifica e in un ecumenismo delle fedi è il carattere fondamentale di questo tipo di articoli.
Un altro argomento di interesse della rivista è rivolto ai temi della società, come il disagio dei numerosi immigrati in Italia o i problemi della scuola pubblica. Non viene tralasciato l'aspetto politico delle recenti vicende nazionali e internazionali e trovano spazio tra le pagine di Confronti anche articoli a sfondo culturale/divulgativo come recensioni critiche su libri di prossima pubblicazione e dischi. Ultimamente viene pubblicata anche una rassegna delle "Città della Bibbia", con descrizioni, una breve storia e l'insegnamento che queste città possono offrire anche in rapporto alla vita quotidiana. Altri argomenti di recente pubblicazione riguardano il mondo delle droghe e il suo impatto con la società, il volontariato e la struttura delle Organizzazioni non governative, gli aspetti prettamente dottrinari delle varie religioni e un omaggio a Peppino Impastato.
Attorno a Confronti si sviluppano però anche percorsi interculturali impegnati in temi come il dialogo interreligioso, l'educazione alla pace e il pluralismo culturale. La rivista promuove seminari, viaggi d'istruzione, cineforum e corsi di aggiornamento aperti a chiunque o sotto previa iscrizione.
Attualmente Confronti è disponibile nelle città di Bari, Brescia, Bologna, Castiglione delle Stiviere, Ferrara, Firenze, Genova, Lucca, Lugagnano, Milano, Modena, Napoli, Padova, Parma, Perugia, Pescara, Pisa, Reggio Emilia, Roma, Rovigo, Salerno, Savona, Siena, Sondrio, Taranto, Torino, Torre Pellice, Trento, Venezia e Udine.
Dal mese di giugno del 2007 il posto di direttore, precedentemente occupato da Paolo Naso, passa a Gian Mario Gillio e nel 2014 a Claudio Paravati.